# Augustin Genoud
Augustin Genoud-Eggis (* 22. April 1885 in Châtel-Saint-Denis; † 18. November 1963 in Freiburg im Üechtland) war ein Schweizer Architekt, Maler und Grafiker.

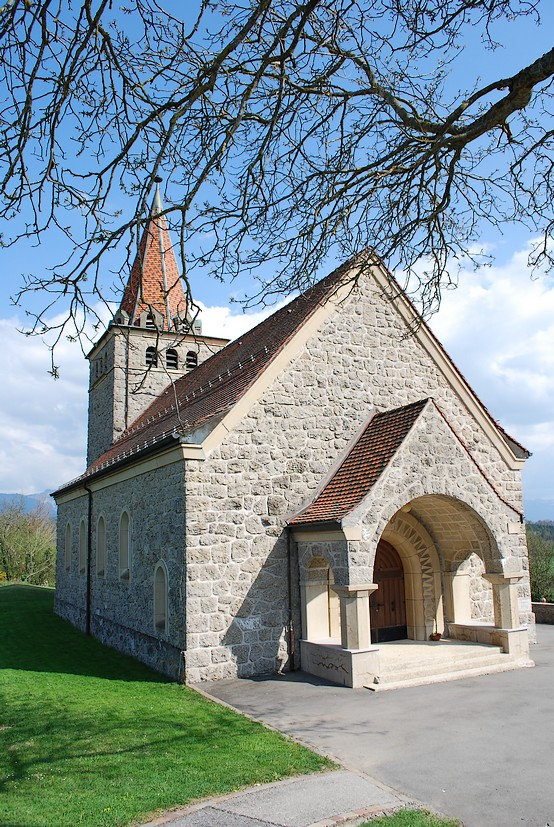
Granges – Chapelle St Nicolas

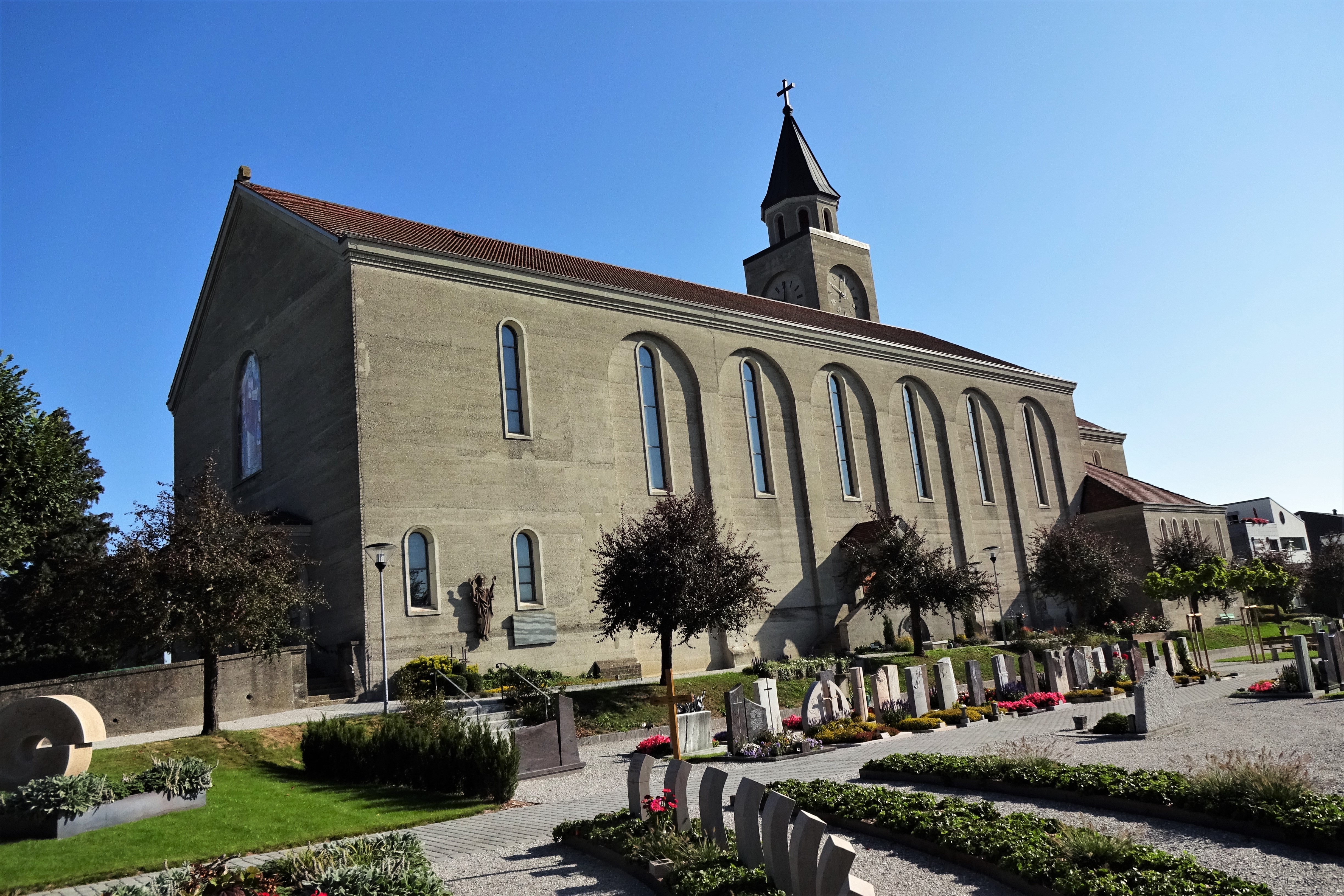
Wünnewil – Pfarrkirche St. Margaretha: Süd- & Westfassade (Hauptfassade)

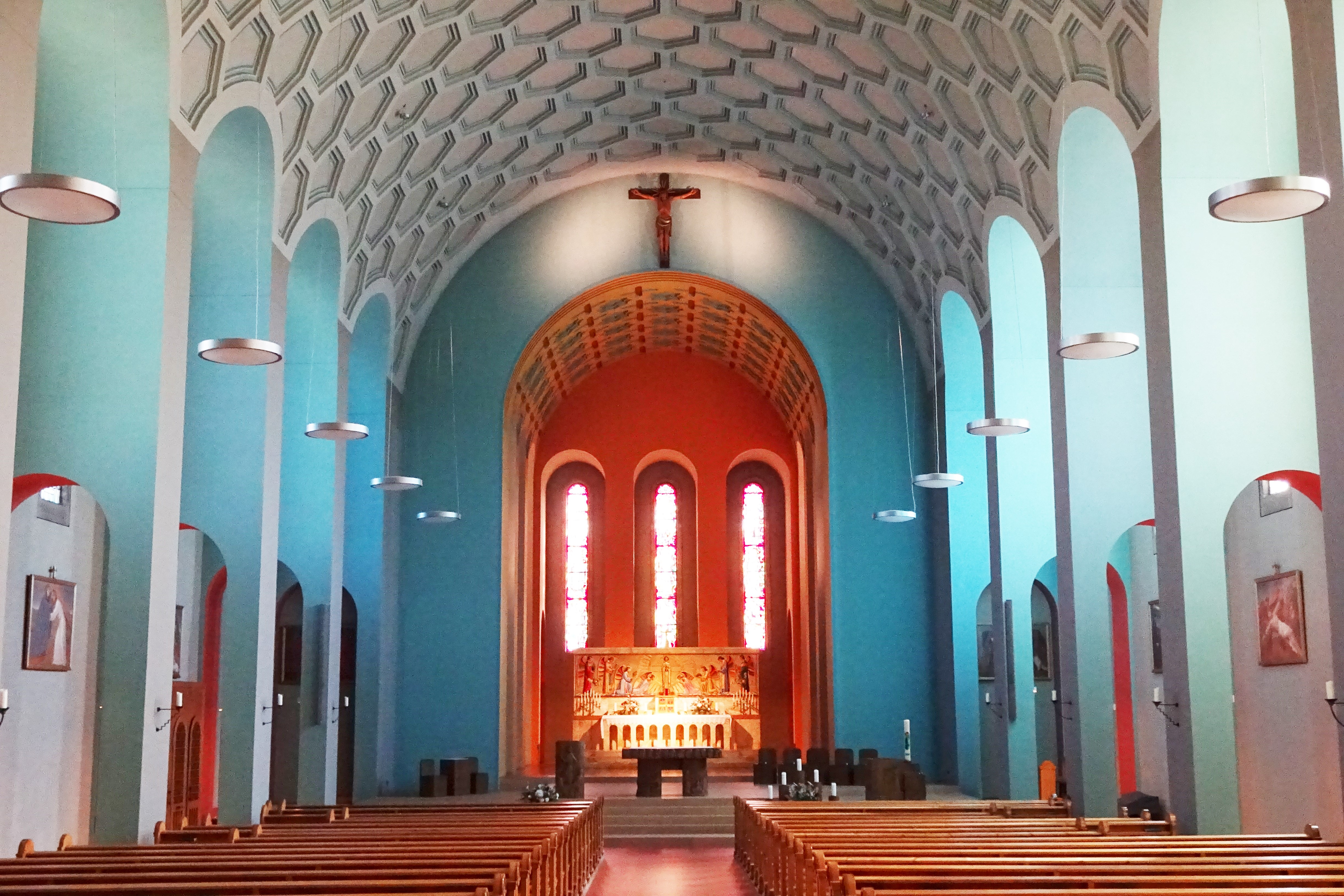
Wünnewil – Pfarrkirche St. Margaretha: Innenansicht, Blickrichtung Chor

## Leben und Wirken
Nach dem Schulbesuch in Freiburg und Einsiedeln studierte Genoud Architektur und Malerei in München und an der École des Beaux-Arts in Paris.  Er kehrte dann nach Freiburg zurück und machte von dort Mittelmeerreisen zum Malen. 1922 bis 1927 arbeitete er mit Fréderic Broillet (1861–1927) zusammen, in dessen Nachfolge er bei denkmalschützerischen Restaurierungen er trat. 1936 bis 1945 lehrte er technisches Zeichnen am Collège St.-Michel und gab Kurse an der Höheren Technischen Lehranstalt. Vor 1955 lehrte er einige Jahre in Caracas als Professor für das Aquarellieren an der Kunsthochschule und entwarf dort auch das Präsidentenpalais.
Von seinen Bauten erwähnenswert sind Kirchen in Payerne (1929), Wünnewil (1933) und die Kapelle in Granges (1934), sowie in Freiburg das Mottabad (mit Beda Hefti, 1924), der Atelierbau des Technikums (1930) und das Schulhaus Neiglen im Auquartier (1932), ferner der Bahnhof in Freiburg, die Kirchen von Forel und St. Ursen und die Wildhornhütte. Genoud hat als Zeichner und Druckgrafiker Freiburg und dessen Umgebung in vielen Alben und historischen Studien festgehalten und ein umfassendes Werk als Maler hinterlassen.

## Publikationen
- Vieilles enseignes fribourgeoises, Album de 30 dessins au crayon, Eigenverlag, Fribourg 1914
  - Alte Schilder aus Freiburg : Album mit 30 Bleistiftzeichnungen, Eigenverlag, Fribourg 1916
- Fribourg, Album de 24 dessins au crayon, Eigenverlag, Fribourg 1917
  - Freiburg : Album von 24 Handzeichnungen, Francke, Bern 1918
- Fribourg a travers les âges, Eigenverlag, Fribourg 1937–41 (Heliographien)
- Œvres architecturales de Augustin Genoud, Eigenverlag, ab 1940er Jahre (lose Folge von Werken)
- Les remparts de Fribourg au moyen âge, Galley & Cie, Fribourg 1960